# Баар (регион)
Баар (на немски: Baar, Baarhochmulde, para, bara) е територия на плато, високо 670 до 750 м с площ 410 км² между Шварцвалд и Швабски Алб в Баден-Вюртемберг, Югозападна Германия. Днешен Баар е наречен на средновековното гауграфство Баар.
В Баар се намират изворите на Некар (Швенингер Мооз) и на Дунав в двореца и дворцовия парк Донауешинген.

## История
В каролингска Алемания съществуват трите графства Вестбаар (Бертолдсбаар или Западен Баар, споменат за пръв път 763), Албуинсбаар (при Донауешинген, наричан така от 769) и Източен Баар (Фолхотсбаар, около Обермархтал до ок. 830). Вестбар е разделен около 770 г. на четири части. Ок. 780 г. е образуван Наголдгау. Днешният регион Баар е в Аделхартсбаар, част от Вестбаар (Западен Баар).
Територията около Ротвайл образува от 8 до 10 век графството Баар. От 854 г. е образувано графството Шера (Шерагау около Шер) управлявано от граф Караман (от 797 до 834), в Херцогство Швабия.
Баар в началото се управлява от рода на Ахалолфингите или Бертхолдите. Източен Баар е управляван от Ахалолфингите до тяхното измиране 973 г.

## Владетели на Вест-Баар
- Адалхард от Бурк (* ок. 836, † след 1 юли 874), абат, граф на Вест-Баар (763 – 775), (син на Еберхард, херцог на Фриули) (Унруохинги)
- Пирихтило, или Бирхтило (775)
- Геролд (785, 790), алемански маркграф на Аварската марка, основател на род Геролдони
- Ротар (786 – 817)
- Тизо (818 – 825)
- Уто (838 – 857)
- (Бернхард?), наречен като Карл, син на Карл III (Каролинги)
- Бурхард, граф в Тургау и Баар (889 – 911), херцог на Швабия (909 – 911), маркграф в Реция (от алеманския род Бурхардинги)
- Хидибалд (994 – 1007)

След това идват Церингите, чийто център в Баар е Кюрнбург при Унтербренд при Бройнлинген, след смъртта на херцог Бертхолд V фон Церинген († 1218) започват конфликти, в които побеждава граф Егино фон Урах († 1236/1237). След това територията е към князете фон Фюрстенберг